# Le Mesnil-Rainfray
Le Mesnil-Rainfray és un municipi francès situat al departament de la Manche i a la regió de Normandia. L'any 2007 tenia 244 habitants.

## Demografia

### Població
El 2007 la població de fet de Le Mesnil-Rainfray era de 244 persones. Hi havia 104 famílies de les quals 32 eren unipersonals (20 homes vivint sols i 12 dones vivint soles), 48 parelles sense fills, 12 parelles amb fills i 12 famílies monoparentals amb fills.
La població ha evolucionat segons el següent gràfic:
Habitants censats

### Habitatges
El 2007 hi havia 167 habitatges, 114 eren l'habitatge principal de la família, 27 eren segones residències i 26 estaven desocupats. Tots els 166 habitatges eren cases. Dels 114 habitatges principals, 81 estaven ocupats pels seus propietaris, 32 estaven llogats i ocupats pels llogaters i 1 estava cedit a títol gratuït; 1 tenia una cambra, 11 en tenien dues, 25 en tenien tres, 39 en tenien quatre i 39 en tenien cinc o més. 106 habitatges disposaven pel capbaix d'una plaça de pàrquing. A 63 habitatges hi havia un automòbil i a 44 n'hi havia dos o més.

### Piràmide de població
La piràmide de població per edats i sexe el 2009 era:
| Homes | Edats   | Dones |
| ----- | ------- | ----- |
| 0     | 95 o +  | 0     |
| 0     | 90 a 94 | 0     |
| 0     | 85 a 89 | 4     |
| 4     | 80 a 84 | 0     |
| 8     | 75 a 79 | 4     |
| 8     | 70 a 74 | 16    |
| 8     | 65 a 69 | 12    |
| 8     | 60 a 64 | 8     |
| 8     | 55 a 59 | 0     |
| 12    | 50 a 54 | 12    |
| 4     | 45 a 49 | 0     |
| 4     | 40 a 44 | 4     |
| 8     | 35 a 39 | 12    |
| 8     | 30 a 34 | 4     |
| 16    | 25 a 29 | 4     |
| 0     | 20 a 24 | 8     |
| 12    | 15 a 19 | 4     |
| 8     | 10 a 14 | 16    |
| 0     | 5 a 9   | 4     |
| 4     | 0 a 4   | 0     |

## Economia
El 2007 la població en edat de treballar era de 153 persones, 97 eren actives i 56 eren inactives. De les 97 persones actives 90 estaven ocupades (57 homes i 33 dones) i 8 estaven aturades (5 homes i 3 dones). De les 56 persones inactives 29 estaven jubilades, 8 estaven estudiant i 19 estaven classificades com a «altres inactius».

### Ingressos
El 2009 a Le Mesnil-Rainfray hi havia 108 unitats fiscals que integraven 236 persones, la mediana anual d'ingressos fiscals per persona era de 13.109 €.

### Activitats econòmiques
Dels 3 establiments que hi havia el 2007, 1 era d'una empresa de construcció, 1 d'una empresa de serveis i 1 d'una entitat de l'administració pública.
L'any 2000 a Le Mesnil-Rainfray hi havia 49 explotacions agrícoles que ocupaven un total de 720 hectàrees.

## Poblacions més properes
El següent diagrama mostra les poblacions més properes.